# Карек-Серма
Карек-Серма (чув. Карăк Çырма) — деревня в Балтасинском районе Республики Татарстан. Входит в состав Бурнакского сельского поселения.

## История
Деревня начинает упоминаться с 1678 года. В период с XVIII по 1-ю половину XIX века население деревни относилось к категории государственных крестьян.
Административная принадлежность деревни в разные годы:
| Период    | Административная единица                              |
| --------- | ----------------------------------------------------- |
| до 1921   | Ципьинская волость Малмыжского уезда Вятской губернии |
| 1921-1930 | Арский кантон Татарской АССР                          |
| 1930-1932 | Тюнтерский район Татарской АССР                       |
| 1932-1938 | Балтасинский район Татарской АССР                     |
| 1938-1958 | Ципьинский район Татарской АССР                       |
| 1958-1963 | Балтасинский район Татарской АССР                     |
| 1963-1965 | Арский район Татарской АССР                           |
| 1965-1991 | Балтасинский район Татарской АССР                     |
| 1991-н.в. | Балтасинский район Республики Татарстан               |

## Географическое положение
Деревня расположена на севере Татарстана, в центральной части Балтасинского района, в западной части сельского поселения. Расстояние до районного центра (посёлка городского типа Балтаси) — 14 км. Абсолютная высота — 170 метров над уровнем моря. Ближайшие населённые пункты — Пор-Кутеш, Средний Кушкет, Новая Гора.

## Название
Слово происходит из чувашского языка как "Карăк Çырма" - "Глухаринный Овраг (Яр)" , çыр(ма) типичный чувашизм от общетюркского слова "яр" - овраг, где начальная й в йар, заменяется на ç в çыр.

## Население
| 1763 | 1795 | 1850 | 1859 | 1876 | 1884 | 1905 |
| ---- | ---- | ---- | ---- | ---- | ---- | ---- |
| 24   | ↗120 | ↗182 | ↗195 | →195 | ↗210 | ↗250 |
| 1920 | 1926 | 1938 | 1949 | 1958 | 1970 | 1979 |
| ↗334 | ↗360 | ↗394 | ↘290 | ↗300 | ↘275 | ↘218 |
| 1989 | 2002 | 2010 |      |      |      |      |
| ↘134 | ↗143 | ↘112 |      |      |      |      |

Национальный состав
В национальном составе населения преобладают удмурты.

## Инфраструктура
В Карек-Серме функционируют начальная школа, сельский клуб, библиотека, фельдшерско-акушерский пункт . Общая площадь жилого фонда деревни — 2,28 тыс. м².

В деревне имеется всего одна улица (улица Мира).

## Экономика
Основным видом хозяйственной деятельности для жителей деревни является полеводство.